# Sebastian Białecki
Sebastian Białecki (* 6. Dezember 2003 in Łódź) ist ein polnischer Dartspieler.

## Karriere
Sebastian Białecki begann im Jahr 2015 im Alter von 12 Jahren mit Darts und wurde 2017 und 2018 polnischer Jugendmeister. 2020 nahm er an der Q-School für eine PDC-Pro-Tour-Karte und an der Development Tour in Hildesheim teil, wo er es dreimal unter die letzten 32 und einmal bis ins Halbfinale schaffte, wo er Ryan Meikle unterlag.
Białecki qualifizierte sich 2021 erstmals für die UK Open. Er war der erste Teilnehmer dieses Turniers, der bei der Erstaustragung 2003 noch nicht geboren war. Schon bei seiner Erstrundenpartie gegen Jim McEwan gelang ihm ein Nine dart finish und er gewann das Spiel. Auch Jitse van der Wal und Derk Telnekes konnte er bezwingen, ehe er in der Runde der letzten 64 gegen Mensur Suljović verlor.
Bei den UK Open 2022 erzielte der Pole dann nach einem Sieg gegen Top-20-Spieler Ryan Searle mit dem Einzug ins Viertelfinale seinen bisher größten Karriereerfolg. Im Viertelfinale unterlag er William O’Connor mit 9:11.
Am 1. Mai 2022 gewann Białecki die Denmark Open, indem er im Finale mit 6:1 Darren Johnson besiegte. Ende September war er außerdem Teil des polnischen Teams für den WDF Europe Cup 2022. Im Einzel spielte er sich dabei bis ins Viertelfinale, welches er gegen Danny van Trijp verlor. Im Doppel kam er an der Seite von Dariusz Marciniak sogar bis ins Finale. Eine 2:6-Niederlage gegen Scott Williams und James Richardson verwehrte ihnen jedoch die Goldmedaille.
Da er in der Development Tour Order of Merit 2022 die Top 8 (wenn man alle Tour Card Holder nicht mitzählt) erreichte, durfte er bei der Q-School 2023 in der Final Stage starten. Die drei Punkte, die er für die Rangliste erspielen konnte, reichten jedoch nicht zur Tour Card.
Auf der PDC Development Tour 2023 gewann Białecki zwei Turniere, zunächst das Turnier Nummer sechs mit 5:4 gegen Leighton Bennett und am letzten Wochenende das Turnier Nummer 22 gegen Keane Barry. Auch auf der PDC Challenge Tour 2023 erzielte Białecki gute Ergebnisse und beendete die Saison auf Rang 25.
Bei der PDC World Youth Championship 2023 spielte Białecki als Position 22 und überstand dabei ohne Niederlage die Gruppenphase. In der K.-o.-Runde besiegte er außerdem Daniel Perry, Bradley Brooks und Jitse van der Wal, bevor er mit 3:6 Luke Littler im Halbfinale unterlag.
Anfang Dezember 2023 nahm Białecki an der WDF World Darts Championship 2023 teil, für die er sich er noch vor der Q-School qualifiziert hatte. Er gewann dabei das Eröffnungsspiel des Turniers souverän gegen Scott Marsh. In der zweiten Runde traf er auf den Topgesetzten Andy Baetens, gegen den er zwar fünf Legs gewann, aber dennoch mit 0:3 verlor.
Bei der Q-School 2024 durfte Białecki als Nummer fünf in der Development Tour Order of Merit erneut in der Final Stage starten. Er gewann jedoch nur am zweiten Tag zwei Spiele, was nicht reichte, um sich eine Tour Card zu erspielen.

## Weltmeisterschaftsresultate

### PDC-Junioren
- 2020: 1. Runde (0:6-Niederlage gegen  Ryan Meikle)
- 2021: Gruppenphase (0:4-Niederlage gegen  Keelan Kay und 1:4-Niederlage gegen  Niko Springer)
- 2022: Achtelfinale (3:6-Niederlage gegen  Josh Rock)
- 2023: Halbfinale (3:6-Niederlage gegen  Luke Littler)
- 2024: Achtelfinale (3:6-Niederlage gegen  Wessel Nijman)

### PDC
- 2023: 1. Runde (2:3-Niederlage gegen  Jim Williams)

### WDF
- 2023: 2. Runde (0:3-Niederlage gegen  Andy Baetens)

## Turnierergebnisse
| Turnier                                    | 2021              | 2022              | 2023              | 2024              | 2025 |
| ------------------------------------------ | ----------------- | ----------------- | ----------------- | ----------------- | ---- |
| WDF-Platin-/Major-Turniere                 |                   |                   |                   |                   |      |
| World Masters                              | n/a               | 2R                | n/a               | n/t               | n/a  |
| Weltmeisterschaft                          | n/a               | n/t               | 2R                | n/t               | n/t  |
| PDC-Ranking-Turniere                       |                   |                   |                   |                   |      |
| Weltmeisterschaft                          | n/q               | n/q               | 1R                | n/q               | n/q  |
| World Masters                              | nicht ausgetragen | nicht ausgetragen | nicht ausgetragen | nicht ausgetragen | VR   |
| UK Open                                    | 4R                | VF                | 1R                | 1R                | 3R   |
| PDC-Turniere ohne Einfluss auf das Ranking |                   |                   |                   |                   |      |
| World Cup of Darts                         | n/t               | AF                | n/t               | n/t               | n/t  |
| Karrierestatistiken                        |                   |                   |                   |                   |      |
| Jahresendplatzierung (PDC)                 | 147               | 108               | 164               | 144               |      |

| Legende zu den Turnierergebnissen | Legende zu den Turnierergebnissen | Legende zu den Turnierergebnissen | Legende zu den Turnierergebnissen | Legende zu den Turnierergebnissen | Legende zu den Turnierergebnissen | Legende zu den Turnierergebnissen | Legende zu den Turnierergebnissen | Legende zu den Turnierergebnissen | Legende zu den Turnierergebnissen |
| --------------------------------- | --------------------------------- | --------------------------------- | --------------------------------- | --------------------------------- | --------------------------------- | --------------------------------- | --------------------------------- | --------------------------------- | --------------------------------- |
| n/t                               | nicht teilgenommen                | n/q                               | nicht qualifiziert                | n/a                               | nicht ausgetragen                 | #R                                | Aus in jeweiliger Runde           | GP                                | Aus in der Gruppenphase           |
| AF                                | Achtelfinalist                    | VF                                | Viertelfinalist                   | HF                                | Halbfinalist                      | F                                 | Turnierfinalist                   | S                                 | Turniersieger                     |

## Titel

### PDC
- PDC Pro Tour
  - Players Championships
    - Players Championships 2025: 22
- Secondary Tour Events
  - PDC Development Tour
    - PDC European Development Tour 2021: 8
    - PDC Development Tour 2022: 14
    - PDC Development Tour 2023: 7, 22
    - PDC Development Tour 2024: 15
    - PDC Development Tour 2025: 1

  - PDC Challenge Tour
    - PDC European Challenge Tour 2021: 10
    - PDC Challenge Tour 2024: 24

### WDF
- Gold-Turniere
  - Denmark Open: (1) 2022